# Berthold Ditz
Bertold Hermann Ernst Ditz (* 24. Februar 1909 in Steinhagen; † 1977 in Büchen) war ein deutscher Politiker. Im Nationalsozialismus war er Parteifunktionär der NSDAP in Bützow, danach Landtagsabgeordneter des GB/BHE in Schleswig-Holstein.

## Leben und Beruf
Berthold Ditz wurde als Sohn des Volksschullehrers Paul (Otto Heinrich Friedrich) Ditz und dessen Frau Klara (Frieda Franziska Henriette), geborene Voss, auf dem Rittergut Steinhagen bei Bützow in Mecklenburg-Schwerin geboren. Ditz besuchte das Realgymnasium in Bützow. Als früher Anhänger und späterer Parteifunktionär der NSDAP in der Ortsgruppe Bützow engagierte sich Ditz bereits Ende der 1920er Jahre aktiv. Im Jahr 1929 immatrikulierte er sich für ein Germanistikstudium an der Universität Rostock. Er wurde Mitglied der Burschenschaft Redaria Rostock. Später arbeitete er als Journalist und dokumentierte den Werdegang der Bützower NSDAP-Ortsgruppe als Chronik in Buchformat. Darüber hinaus verfasste er als Autor nationalsozialistischer Propaganda Artikel für die Bützower Zeitung.
Am Ende des Zweiten Weltkriegs floh er aus seiner Heimat, vermutlich aufgrund seiner aktiven Mitgliedschaft in der NSDAP und aus Angst vor einem Entnazifizierungsverfahren. Er gelangte als „Heimatvertriebener“ nach Schleswig-Holstein, wo er sich in Büchen niederließ. 
Von der Gründung im Jahr 1951 bis 1976 hatte Ditz die Leitung der Volkshochschule Büchen-Gudow inne. 1974 trat er zudem als Sprecher auf einer Schallplatte über das Lauenburger Land in Erscheinung.

## Politik
Ditz trat zum 1. April 1932 in die NSDAP ein (Mitgliedsnummer 1.026.884). Danker und Lehmann-Himmel charakterisieren ihn in ihrer Studie über das Verhalten und die Einstellungen der Schleswig-Holsteinischen Landtagsabgeordneten und Regierungsmitglieder der Nachkriegszeit in der NS-Zeit als „exponiert-nationalsozialistisch“.
Ditz engagierte sich nach dem Zweiten Weltkrieg im GB/BHE, für den er vom 29. Oktober 1954, als er für Carl-Anton Schaefer nachrückte, bis 1958 Landtagsabgeordneter in Schleswig-Holstein war. Nach der Fusion des GB/BHE mit der Deutschen Partei gehörte er dem Fusionsprodukt Gesamtdeutsche Partei an, für die er 1961 und 1969 erfolglos zum Deutschen Bundestag kandidierte.

## Werke (Auszug)
- Berthold Ditz: Werdegang der Ortsgruppe Bützow der NSDAP. Ratsbuchdruckerei Carl Buhr, Bützow 1935.
- Berthold Ditz: Patenschaft Büchen i. Lauenburg - Bützow in Mecklenburg (Alte Heimat-Neue Heimat). In: Lauenburgische Heimat, Zeitschrift des Heimatbund und Geschichtsvereins Herzogtum Launeburg, Heft Nr. 40, März. Büchen 1963.